# Piren
L'île Piren est une petite île du golfe du Morbihan rattachée administrativement à la commune de Île-d'Arz.
Elle est située à l'ouest de île d'Arz et à l'est de l'île aux Moines.
Elle est parfois dénommée Spiren.

## Toponymie
L'île Piren s'appelait au XVIIIe siècle, Île Enesperen.
En breton vannetais, elle se nomme Enez Pirenn, Pirenn étant l'équivalent vannetais pour les autres dialectes bretons de gwezenn ber, signifiant Poirier. On traduit donc par l'île au Poirier.
Pour d'autres, Piren semblerait dérivé de la contraction du breton « Piroguen » (Piren) qui signifie « pirogue, canoë ou canot». Littéralement : l’île du canot ou du canoë ; une autre possibilité serait que Piren dérive du breton « Spier » qui signifie l’épieur ou l’espion. Littéralement au pluriel : l’île des espions ou des épieurs.

## Histoire
A. Marteville et P. Varin, continuateurs d'Ogée, décrivent ainsi l'île Piren en 1843 : 

« L'île Ispirenn, abréviation d'Inis Pirenn (île de la Poire), d'une superficie de 2 ha 44 ares et l'île Mouchiouz [ île Mouchiouse ], de 13 ares 65 centiares, sont restées incultes et inhabitées. Elles sont situées dans le nord-ouest [par rapport à l'île d'Arz dont elles dépendent]. »